# Ukraińska Partia Socjalistyczna (1950)
Ukraińska Partia Socjalistyczna (USP) – związek ukraińskich partii socjalistycznych, powstały na emigracji, na konferencji w Augsburgu 26 marca 1950.
W jego skład wchodziły partie z Naddnieprza: Ukraińska Socjal-Demokratyczna Partia Robotnicza (US-DRP) i Ukraińska Partia Socjalistów Rewolucjonistów (UPS-R), oraz z zachodniej Ukrainy: Ukraińska Partia Socjal-Demokratyczna (US-DP) i Ukraińska Partia Socjalistyczno-Radykalna (US-RP).
USP wspierała emigracyjny rząd URL i wchodziła w skład Ukraińskiej Rady Narodowej.
Do liderów USP należeli: Spyrydon Dowhal, Wołodymyr Łysyj, Stepan Ripeckyj, Matwij Stachiw, Panas Fedenko, Bohdan Fedenko, Jakiw Zozula, Iwan Łuczyszyn.
Partia wydawała gazety „Wilne Słowo” i „Wilna Ukraina”.